# Dover (Terre-Neuve-et-Labrador)
Dover est une municipalité canadienne située sur l'île de Terre-Neuve dans la province de Terre-Neuve-et-Labrador. 